# کوللوک (ایغدیر)
کوللوک (به ترکی استانبولی: Küllük، به کردی: Guluk) یک منطقهٔ مسکونی در ترکیه است که در ایغدیر واقع شده‌است. کوللوک ۹۶۴ نفر جمعیت دارد و ۸۸۰ متر بالاتر از سطح دریا واقع شده‌است.